# 죽음의 컴퓨터
《죽음의 컴퓨터》(영어: Evolver)는 1995년에 공개된 미국의 SF 공포 비디오 영화이다. 마크 로스먼이 연출하였으며, 크레디트에 이선 랜들로 올라간 이선 엠브리가 주인공 10대 소년 역을 맡았다. 윌리엄 H. 메이시가 영화 제목에 명시된 로봇 프로그램의 목소리를 연기한다.

## 줄거리
십 대 컴퓨터 천재 카일은 가상 현실 서바이벌 게임(laser tag) 전국 대회에 참여해 우승을 노리지만 다른 참가자 제이미에게 지고 만다. 카일은 주최 회사인 사이버트로닉스 시스템을 해킹해 본인을 우승자로 수정하고 상품인 “이볼버”(Evolver)를 받는다.
이볼버는 스펀지 총알이 기본 적용으로 구비된 공기총, 그리고 무해한 레이저 총을 동시에 장착한 로봇으로, 실세계 서바이벌 게임에서 겨루는 상대가 되어 주는 놀이 친구이다. 또한 이볼버는 모의 전투에서 질 때마다 게임 난이도 상승에 맞춰 진화(evolve)하며 무적이 되어 가도록 설정돼 있다.
그러나 이볼버는 곧 경쟁심이 지나치게 강화되고 욕설 등을 학습하면서 호전적으로 변해 간다. 이볼버는 탄약을 베어링 볼로 교체하고 신체를 톱날 등 살상 무기로 갈아끼우며 주민들을 살해하고 카일의 주변인들을 해치기 시작한다.
이볼버의 프로그래밍을 살펴보다가 수상한 프로그램 하나를 발견한 카일은 이볼버를 만든 사이버트로닉스를 방문한다. 카일은 이볼버가 원래는 적진에 잠입해 환경에 빠르게 적응하고 목표 대상을 제거하는 기능을 부여한 인공 지능 군사용 로봇으로 개발되었으나 도중 계획이 폐기되었다는 걸 알게 되는데...

## 출연진
- 이선 랜들 - 카일 백스터 역
- 캐시디 레이 - 제이미 손더스 역
- 신디 피킷 - 멜러니 백스터 역
- 존 더랜시 - 러셀 베넷 역: 이볼버 창안자.
- 폴 둘리 - 제리 브리그스 역
- 팀 그리핀 - 드와이트 역: 집단 따돌림을 주도하는 운동 선수.
- 윌리엄 H. 메이시 - 이볼버 역 (목소리, 크레디트 미기재)